# Mount Alvernia

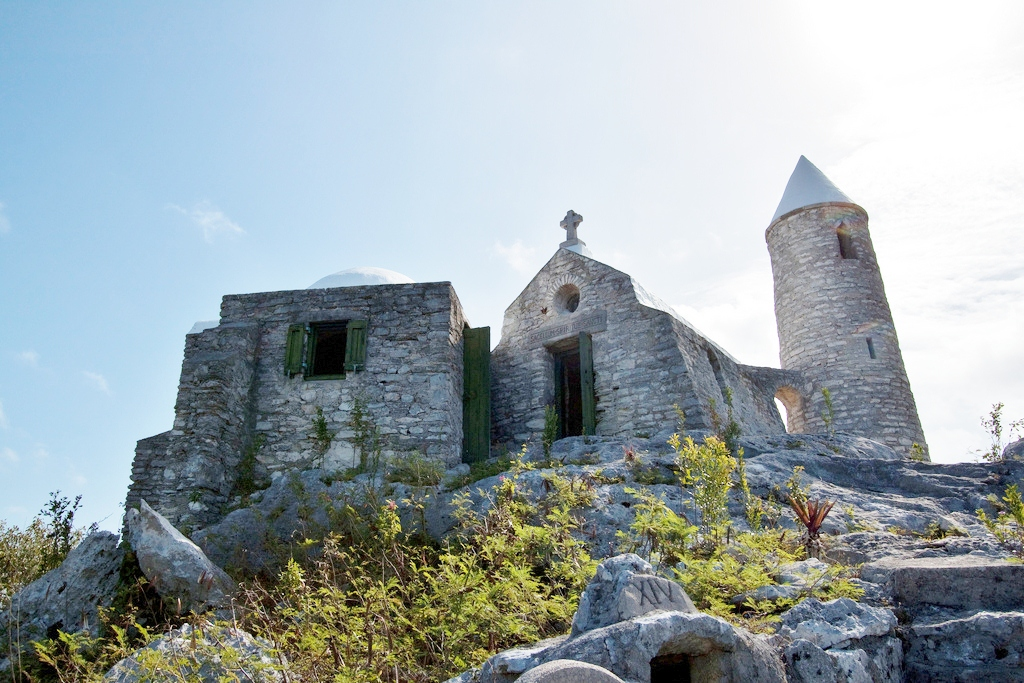
de kluizenarij op de top van Mount Alvernia

Mount Alvernia is gelegen op Cat Island en is het hoogste punt van de Bahama's. Het ligt op 63 meter boven zeeniveau. Oorspronkelijk heette het punt Como Hill, later werd het vernoemd naar La Verna in Toscane, Italië. La Verna is in het Latijn Alverna. Hier werd een kluizenarij gebouwd door de franciscaan John Hawes, die het Mount Alvernia noemde. 